# 1901-ben alapított labdarúgóklubok listája
Ez a lista az 1901-ben alapított labdarúgóklubokat tartalmazza.
- Alianza Lima
- Barrow AFC
- Brantwood FC
- Brighton & Hove Albion FC
- CF Pachuca
- Cienciano del Cuzco
- Club Atlético River Plate
- Clube Náutico Capibaribe
- KV Kortrijk
- Kickers Offenbach
- Magyar Testgyakorlók Köre
- R Uccle Sport
- Shamrock Rovers FC
- Stade Rennais FC
- SV Viktoria 01 Aschaffenburg